# Хмелярство
Хмелярство, галузь рослинництва, яка вирощує хміль (Н. Humulus) для одержання шишок, що е сировиною для пивоварної пром-сти (у минулому хміль був також потрібний для хлібопечення, поки його не замінили дріжджі). Хміль почали плекати в Україні в 1870-их pp., гол. на Волині й Київщині (під впливом чес. колоністів). За площею під хмелем Україна стояла на першому місці в СРСР; 1913 і 1940 бл. 6000 га, 1970 — 6800 га.
В Україні поширений вид хмелю звичайний (Н. Humulus), Укр. сортосуміш, Клюн 18, Житомирський 8.